# Альбатрел злитий
Альбатрел злитий, трутови́к злитий (Albatrellus confluens) — вид базидіомікотових грибів родини альбатрелових (Albatrellaceae).

## Поширення
Вид поширений в хвойних лісах в Європі, Північній Азії та Північної Америки. В Україні трапляється в Карпатах.

## Опис

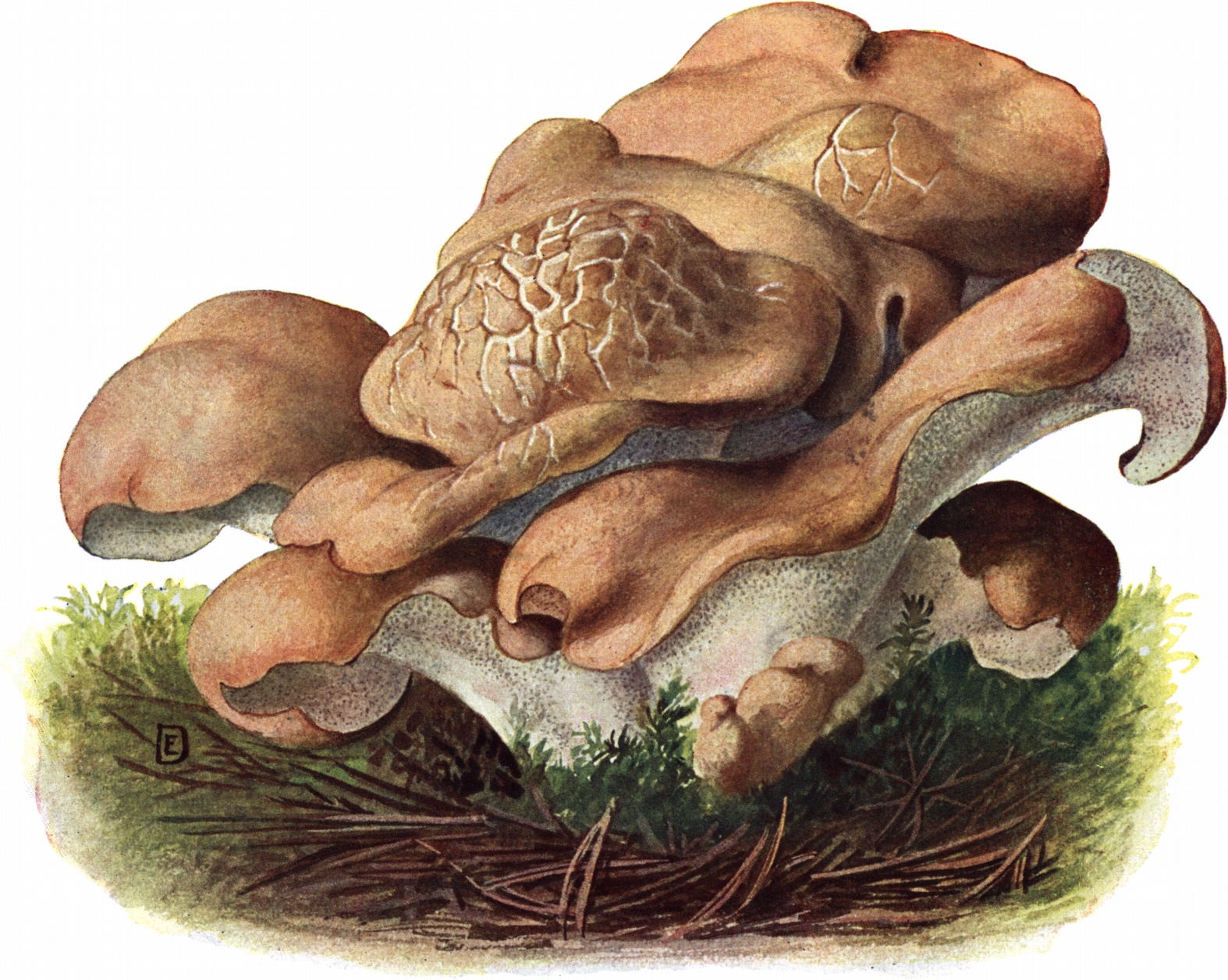

Шапинки діаметром до 15 см, товщиною до 3 см. Молоді шапинки жовтуватого кольору, з часом стають червоними або помаранчевими. Ніжка заввишки до 10 см. Може бути центральною, або зсунутою вбік. Часто ніжки декількох плодових тіл зростаються в одну. У такому випадку шапинки розташовуються черепичасто. Забарвлення ніжки спершу біле, згодом вкривається рудими плямами, при старінні стає того ж шапинки. Гіменофор трубчастий. Трубочки завдовжки 1-3 мм, косі, спершу білі, потім коричневіють. Спороовий порошок білий. Спори безбарвні, еліпсоїдні, приплюснуті з одного боку, діаметром 4-5 х 3-3,5 мкм.

## Місця зростання
Росте у хвойних та мішаних лісах. Утворює мікоризу з хвойними деревами, переважно ялиною. Плодові тіла з'являються з липня по жовтень.

## Використання
Їстівний гриб. Використовуються лише молоді плодові тіла, оскільки старі є твердими і погано засвоюються. М'якуш має гіркувати смак, після нетривалого відварювання зм'якшується.